# Anton Tožbar
Anton Tožbar starejši, po domače Špik, vzdevek Medved, slovenski kmet, cerkovnik in gorski vodnik, * 3. januar 1835, Log pri Trenti, † 22. ali 24. december 1891.
Tožbar je bil prvi gorski vodnik Juliusa Kugyja (1858–1944), »očeta alpinizma« v Julijskih Alpah. Najbolj znan je bil po nesreči, v kateri mu je medved odtrgal spodnjo čeljust z jezikom vred. Kljub strašni poškodbi, ki jo je utrpel 24. aprila leta 1871, je živel še 20 let. Do smrti je čez usta in vrat nosil ruto, jedel je lahko le tekočo hrano, govoril je nerazločno, kljub temu pa je še opravljal vodniške posle. Špika je ubila podrta smreka, ki jo je posekal skupaj s svojim sinom, Antonom Tožbarjem mlajšim.